# Tour hertzienne du Vigen

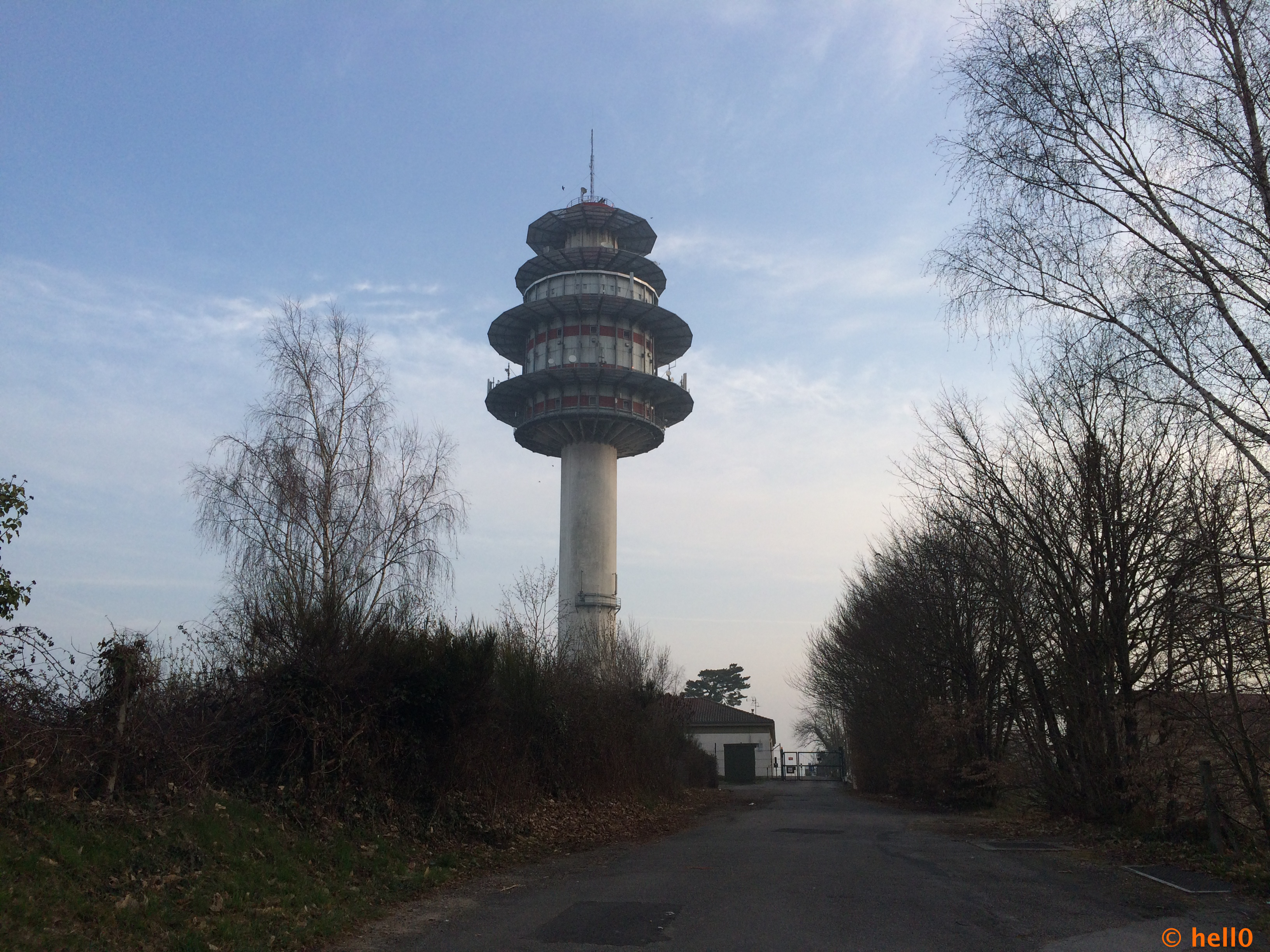
La tour hertzienne.

La tour hertzienne du Vigen, situé au sud-est de Limoges en Nouvelle-Aquitaine (ex-Limousin), est une installation de 95 mètres de haut servant pour la diffusion de la radio FM et disposant de relais pour la téléphonie mobile, le haut débit, la communication pour la direction des routes et la radiomessagerie. Elle appartient à l'opérateur TDF.

## Radio
Cette tour hertzienne émet 8 radios FM pour l'agglomération limougeaude.
| Fréquence | Station               | Catégorie | Puissance | Code RDS (PS) |
| --------- | --------------------- | --------- | --------- | ------------- |
| 92.2      | Fun Radio             | D         | 2 kW      | __F_U_N_      |
| 95.9      | Radio Classique       | D         | 2 kW      | CLASSIQ_      |
| 99.6      | RCF Email Limousin    | A         | 2 kW      | __RCF___      |
| 100.4     | Virgin Radio Limousin | C         | 2 kW      | _VIRGIN_      |
| 101.7     | RTL2                  | D         | 2 kW      | __RTL2__      |
| 102.1     | RFM                   | D         | 2 kW      | __RFM___      |
| 104.3     | RTL                   | E         | 2,2 kW    | __RTL___      |
| 104.7     | Europe 1              | E         | 2 kW      | EUROPE_1      |

### Source
- Les radios de Limoges sur annuaireradio.fr (consulté le 11 mai 2017).

## Téléphonie mobile
| Opérateur        | 2G  | 3G  | 4G  | FH  |
| ---------------- | --- | --- | --- | --- |
| Orange           | Oui | Oui | Oui | Non |
| SFR              | Oui | Oui | Oui | Oui |
| Bouygues Telecom | Oui | Oui | Oui | Oui |
| Free             | Non | Oui | Oui | Oui |

### Source
- Situation géographique du site sur cartoradio.fr (consulté le 11 mai 2017).

## Autres transmissions
- Axione Limousin[1] : Boucle locale radio de 3 GHz / Faisceau hertzien
- Direction des routes : COM TER
- E*Message (radiomessagerie)[2] : RMU-POCSAG
- IFW (opérateur WiMAX) : BLR de 3 GHz.
- TDF : Faisceau hertzien